# Ludwig Otto Hesse
Ludwig Otto Hesse (n. 22 aprilie 1811 - d. 4 august 1874) a fost un matematician german, cunoscut pentru contribuțiile sale în domeniul invarianților algebrici.
Matricea lui Hesse din algebră, forma normală Hesse și curba lui Hesse din geometrie analitică sunt termeni matematici care îi poartă numele.

## Scrieri
- 1876: Vorlesungen über analytische Geometrie des Raumes ("Cursuri de geometrie anlitică a spațiilor")
- 1881: Vorlesungen aus der analytischen Geometrie der geraden Linie, des Punktes und des Kreises ("Cursuri de geometrie analitică a liniei, punctului, cercului")
- 1872: Die Determinanten elementar behandelt ("Determinanții tratați elementar")
- 1872: Die vier Species ("Cele patru specii").